# Château de Chazay
Le château de Chazay-d'Azergues est un ancien château fort, du XVe siècle, qui se dresse sur la commune de Chazay-d'Azergues dans le département du Rhône en région Auvergne-Rhône-Alpes.
La porte sculptée du XVe siècle au rez-de-chaussée et la cheminée du XVe siècle au premier étage font l’objet d’un classement au titre des monuments historiques par arrêté du 4 juin 1923 ; le château, à l'exception des parties classées fait l’objet d’une inscription par arrêté du 19 janvier 1926 ; la tour Magat ainsi que les vestiges du château et de l'ancienne église du prieuré de bénédictins compris dans le périmètre délimité au nord par la place de la Poste, à l'est par l'impasse Paradis, au sud par la rue des Porteries, à l'ouest par les parcelles cadastrales 105, 121 et la rue du Grand-Four font l’objet d’une inscription par arrêté du 6 janvier 1938.

## Situation
Le château de Chazay-d'Azergues est situé dans le département français du Rhône sur la commune de Chazay-d'Azergues, à laquelle il a donné son nom. Situé au nord ouest de Lyon, il occupait une place privilégiée à l'entrée de la vallée de l'Azergues qu'il domine.

## Histoire
Au milieu du IXe siècle, le roi de Bourgogne, Boson, fait don à l'abbaye d'Ainay de la terre de Chazay ; les abbés y installent d'abord un petit couvent. Vers 930, l'abbé Raynal 1er devient seigneur de Chazay. Après une invasion des Hongrois vers 934, les abbés font fortifier la place, cette protection imposant en retour aux habitants redevances et corvées.
En 1173 à la suite d'un traité, Chazay passe sous la suzeraineté des archevêques de Lyon.

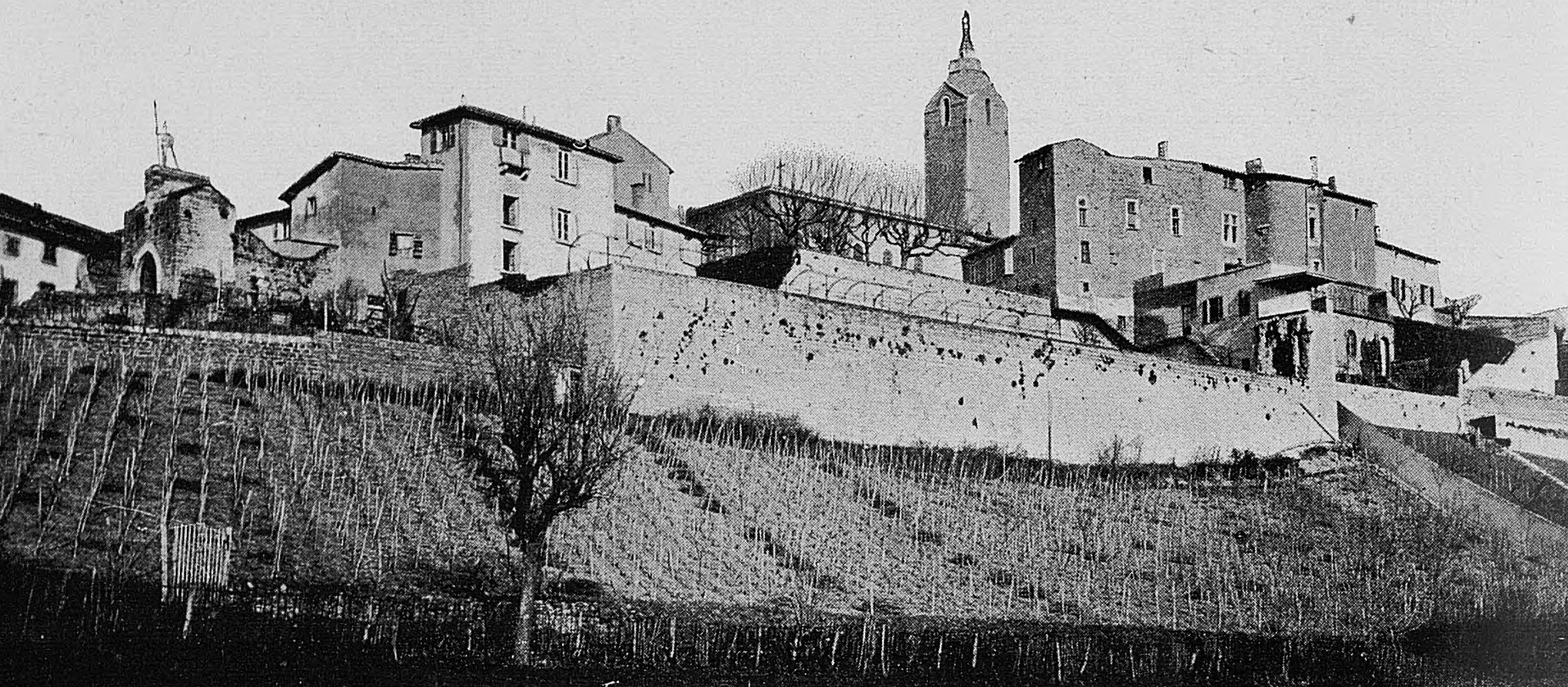
La porte des Balmes et le château des abbés d'Ainay au début du XXe siècle.

En 1220 l'abbé Hugues II devient baron de Chazay. En 1301, à la suite d'un arbitrage du pape, la baronnie, dirigée par l'abbé Ancelin Rigaud, est affranchie de la tutelle de l'archevêque de Lyon ; elle ne dépend donc plus que du roi, sur le plan temporel, et du pape, sur le plan spirituel.
La défense de la forteresse, citée depuis le XIIIe siècle, est alors confiée à un capitaine châtelain nommé par l'abbé. En 1364 les Tard-Venus qui avaient installé leur camp à proximité sont mis en déroute. En 1379, le châtelain Jean du Mas repousse les Anglais au nord du bourg. Dans la seconde moitié du XIVe siècle les habitants de Marcilly, Lozanne, Morancé et Lissieu étaient astreints d'y monter la garde.
En 1418 la forteresse est occupée par les Bourguignons, commandés par le sire de Rochebaron ; l'abbé Jean de Barjac est contraint de lever un emprunt pour racheter la ville. Théodore du Terrail, oncle du chevalier Bayard et abbé de 1455 à 1505, fait reconstruire le château. Philibert de Naturel, nommé en 1507, premier abbé commendataire, en termine l'aménagement.
À partir de 1684, les abbés, sécularisés, afferment les biens de la baronnie à des bourgeois. En 1791, les possessions des abbés sont vendues comme biens nationaux.

## Description
La forteresse comprenait trois enceintes. Au centre, le « castellum » avec le château proprement dit, l'église, le couvent et la citadelle rasée au XVIIe siècle ; là se trouvait l'habitation des moines, le palais épiscopal et le logement du capitaine châtelain.
Il en subsiste un haut logis que flanquent quatre tours d'angles et une haute cage d'escalier polygonale. Un châtelet formé de deux tours et précédé d'une barbacane défendait l'accès à l'enceinte. L'ensemble des constructions datent pour l'essentiel des XVe et XVIe siècles, une partie cependant pourrait être romane.
Une seconde enceinte dénommée « castrum », qui correspondait à peu près au bourg actuel, destinée à abriter les bourgeois et les seigneurs des alentours, vassaux des abbés, notamment durant la guerre de Cent Ans ; on y trouvait également le cimetière. Enfin une troisième enceinte, dont les remparts donnaient directement sur la campagne et qui devait subir les premiers assauts en temps de guerre, abritait artisans, manants et vilains. L'ensemble comprenait 4 portes et 4 tours.
De ces fortifications, ne subsistent aujourd'hui que la « porte du Castellum », place de la Poste, la « porte du Baboin » et la tour tronquée, près de l'église actuelle, qui appartenait à la seconde enceinte.

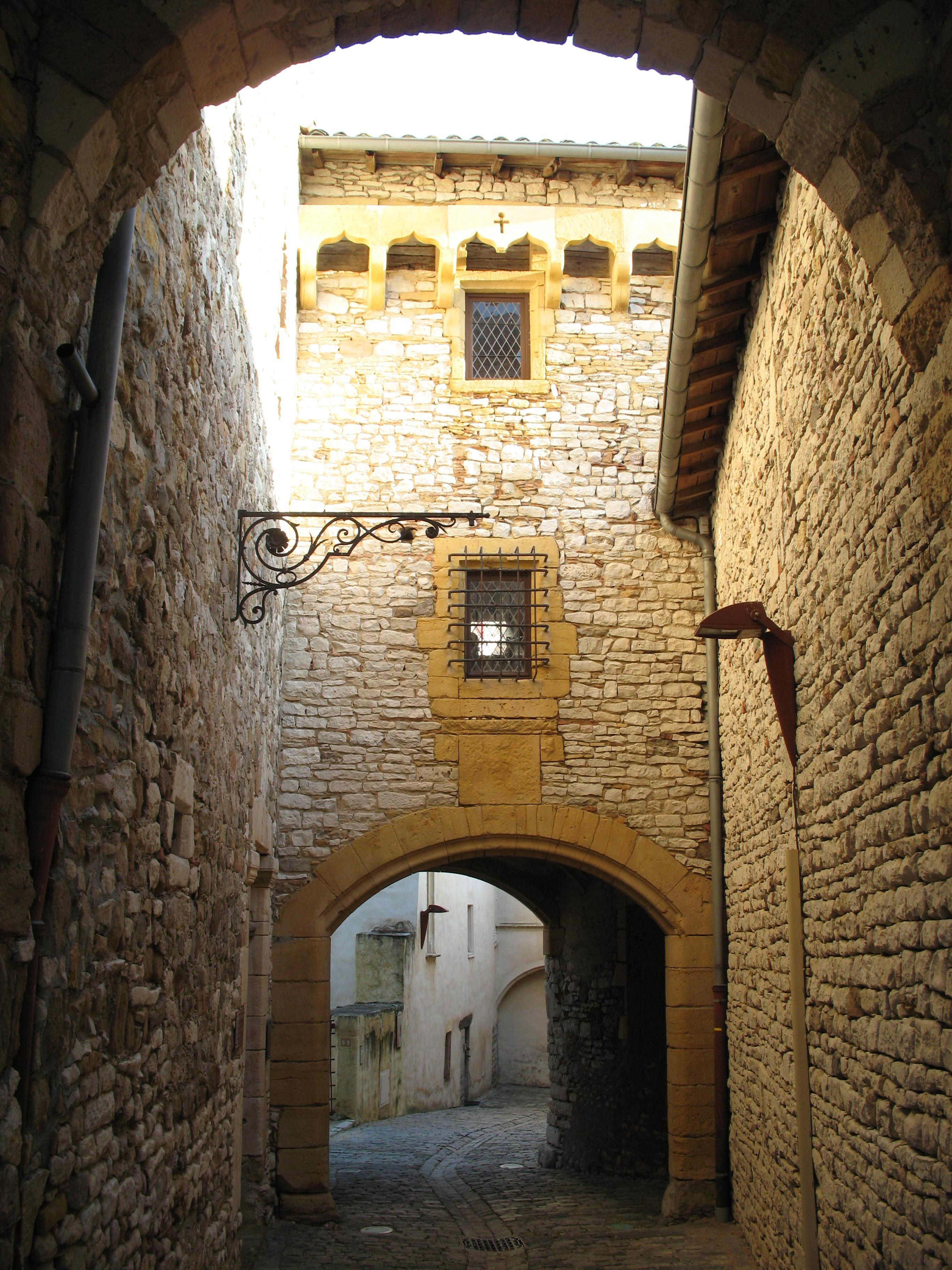
Porte du Castellum.
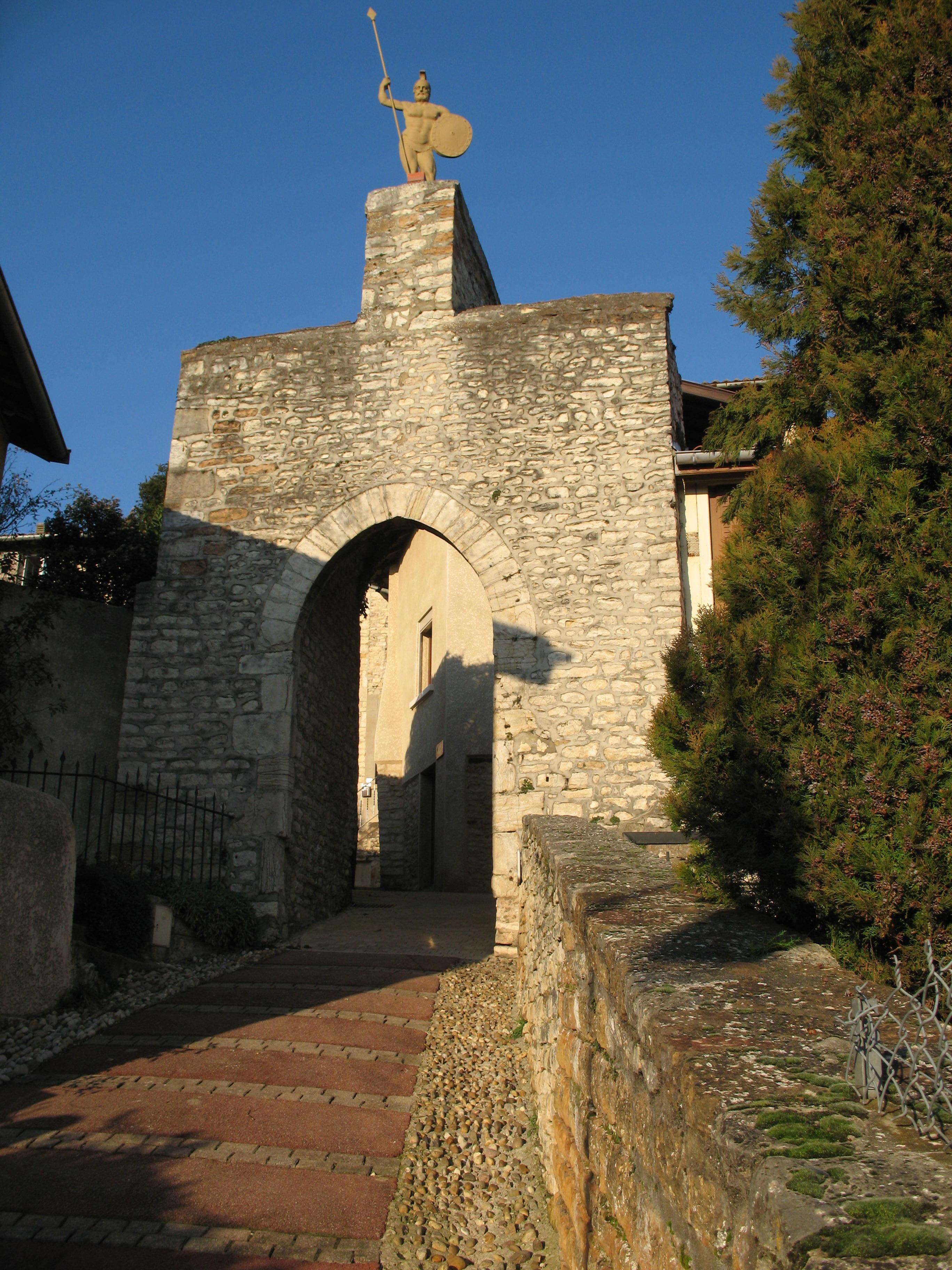
Porte du Babouin.
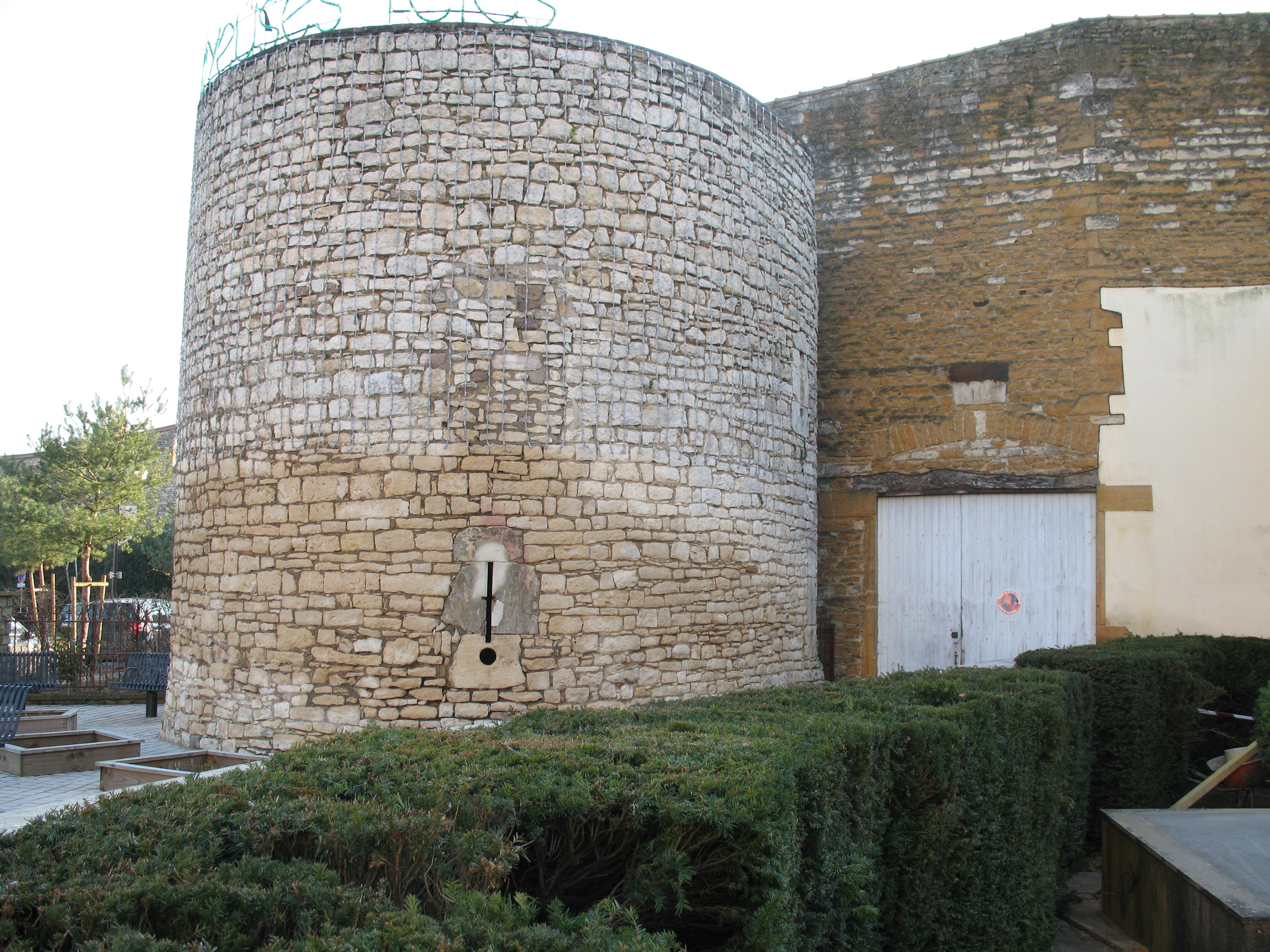
Tour tronquée.
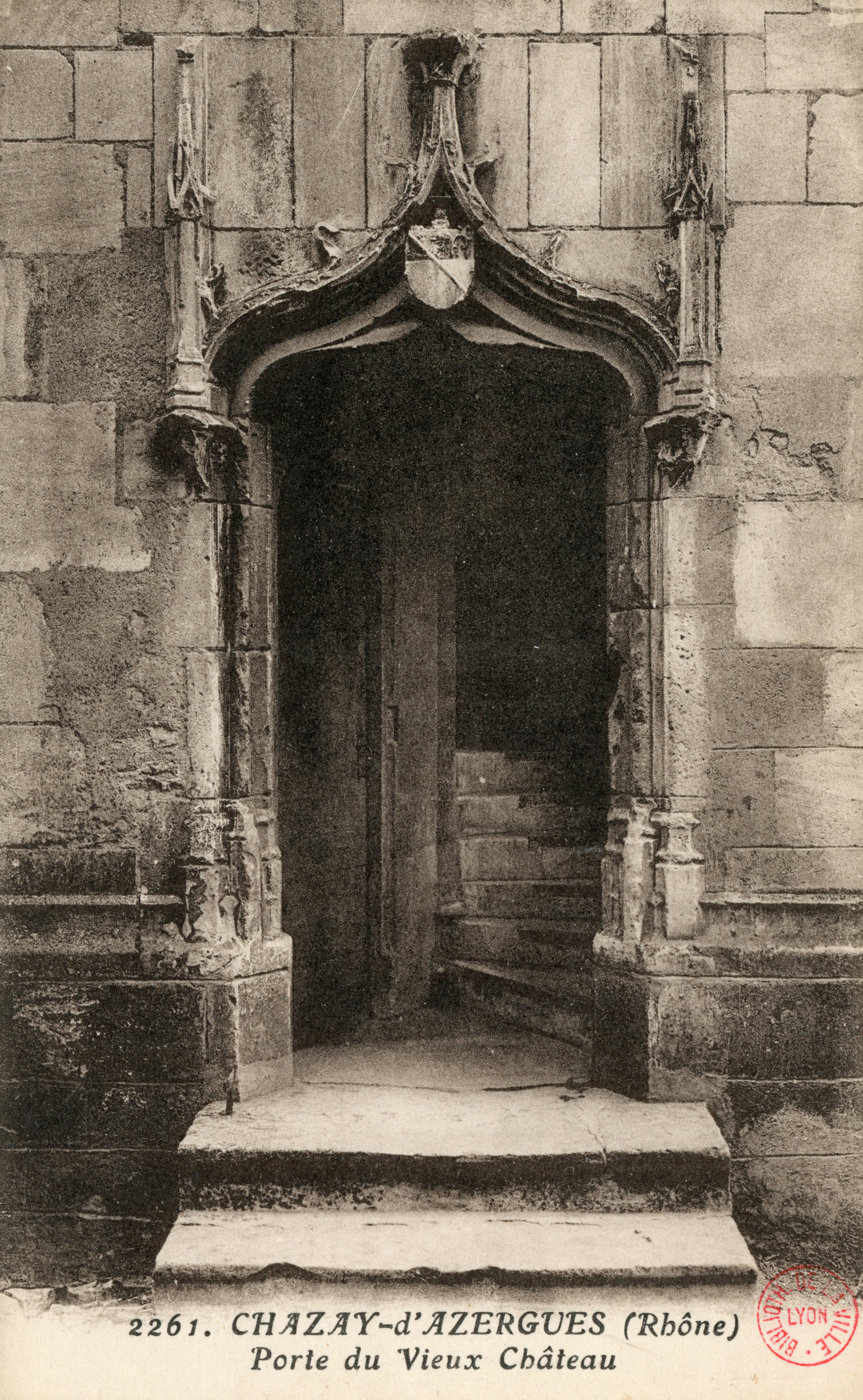
Chazay-d'Azergues (Rhône). - Porte du vieux château.
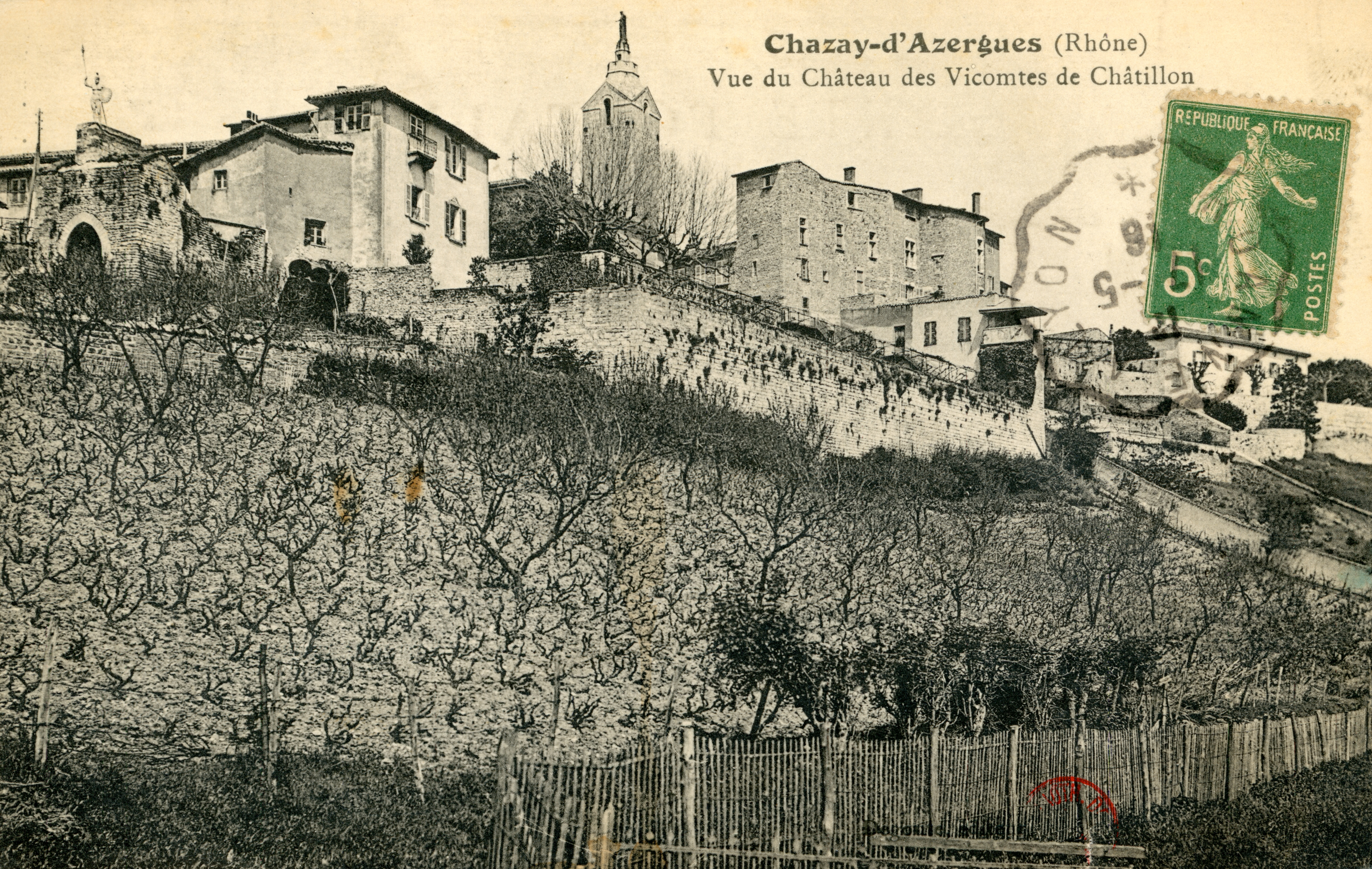
Vue du Château des Vicomtes de Châtillon.